# Witusza
Witusza [pronunciación en polaco: /viˈtuʂa/] es un pueblo ubicado en el distrito administrativo de Gmina Kiernozia, dentro del condado de Łowicz, Voivodato de Łódź, en el centro de Polonia.